# L'Émeraude du Rajah
L'Émeraude du Rajah (The Rajah's Emerald) est une nouvelle policière d'Agatha Christie.
Initialement publiée le 30 juillet 1926 dans Red Magazine au Royaume-Uni, cette nouvelle a été reprise en recueil en 1934 dans The Listerdale Mystery and Other Stories au Royaume-Uni. Elle a été publiée pour la première fois en France dans le recueil Douze nouvelles en 1963.

## Résumé
James Bond est attiré par la belle Grace, mais celle-ci n'a d'yeux que pour Claud Sopworth. On est en été, et James doit rejoindre Grace et ses ami(e)s au bord de la mer. Quand il arrive ce matin-là sur la plage, quelle malchance !, toutes les cabines de mer sont prises. Une seule n'est pas fermée à clef et se trouve éloignée des autres. James décide de tenter sa chance : il pénètre dans la cabine de mer, met son maillot de bain, laisse sa chemise et son pantalon dans le bungalow et va rejoindre Grace et les autres à la mer.
Plus tard dans la matinée, ils décident de rentrer à l'hôtel pour déjeuner. James est ennuyé car Grace, se montrant plutôt snob, a montré à plusieurs reprises son penchant pour les hommes qui connaissent des célébrités (ce qui est le cas de Claud Sopworth mais pas de James). Arrivé dans la cabine de bains, James met le pantalon et la chemise. Alors qu'il est près de l'hôtel, il se rend compte qu'il y a quelque chose au fond de la poche du pantalon : une magnifique émeraude. Il réalise alors que ce pantalon n'est pas son pantalon, et que le véritable propriétaire a confondu le sien avec celui de James. D'où vient cette émeraude ? Est-elle volée ? Doit-il la restituer à la police ? Mais le croira-t-on ?
Il décide de retourner à la cabine de plage pour échanger ce pantalon avec son pantalon. Sur le trajet il est interpellé par un homme qui était le détenteur de l'émeraude et qui le somme de la lui restituer.

### Dénouement
James remarque la présence d'un policier non loin de là et, poussant les hauts cris, fait intervenir la police. Le voleur de l'émeraude est arrêté. La pierre précieuse avait été volée à un maharadjah dont l'homme, Jones Merrilees, était l'employé depuis quelques semaines. Lord Edward Campion propose à James de venir déjeuner avec le maharadjah. C'est une excellente occasion pour James, qui croise Grace et ses ami(e)s, de refuser de venir déjeuner avec eux : il va déjeuner avec un lord et un maharadjah.

## Personnages
- James Bond
- Jones Merrilees
- Grace : amie de James Bond
- Clara, Alice, Dorothy Sopworth : amies de Grace
- Claud Sopworth : ami de Grace
- Lord Edward Campion

## Publications
Avant la publication dans un recueil, la nouvelle avait fait l'objet de publications dans des revues :
- le 30 juillet 1926, au Royaume-Uni, dans la revue Red Magazine[1].

La nouvelle a ensuite fait partie de nombreux recueils :
- en 1934, au Royaume-Uni, dans The Listerdale Mystery and Other Stories[1] (avec 11 autres nouvelles) ;
- en 1963, en France, dans Douze nouvelles
(recueil réédité en 1968 sous le titre « Le Mystère de Listerdale ») ;
- en 1971, aux États-Unis, dans The Golden Ball and Other Stories[1] (avec 14 autres nouvelles).